# Красне (Новохоперський район)
Красне (рос. Красное) — село у Новохоперському районі Воронезької області Російської Федерації.
Населення становить 2382 особи. Входить до складу муніципального утворення Краснянське сільське поселення.

## Історія
Населений пункт розташований у історичному регіоні Чорнозем'я. 
За даними на 1859 рік у власницькій слободі Красна (Красненька) Новохоперського повіту Воронізької губернії мешкало 5569 осіб (2672 чоловіків та 2897 жінок), налічувалось 740 дворів, діяла православна церква та винокурний завод, відбувалось 3 ярмарки на рік.
Станом на 1886 рік у слободі, центрі Краснянської волості Новохоперського повіту, населення становило 6362 особи, налічувалось 1060 дворів, діяли православна церква, 5 лавок, постоялий двір, винокурний завод і паровий млин, відбувались базари та 3 ярмарки на рік.
За даними на 1900 рік населення зросло до 7104 особи (3567 чоловічої статі та 3537 — жіночої), діяли 3 церква, земська і 2 церковно-парафіяльні школи, школа грамоти, винокурний завод, 2 шинка, винний склад, 40 лавок, відбувались базари та 3 ярмарки на рік.
Від 1928 року належить до Новохоперського району, спочатку в складі Центрально-Чорноземної області, а від 1934 року — Воронезької області.
Згідно із законом від 15 жовтня 2004 року входить до складу муніципального утворення Краснянське сільське поселення.

## Населення
| 1859 | 1900  | 1926  | 2007  | 2010  | 2011  | 2015  |
| ---- | ----- | ----- | ----- | ----- | ----- | ----- |
| 4569 | ↗7104 | ↘6858 | ↘2471 | ↗2490 | ↘2479 | ↘2382 |